# Pódcast

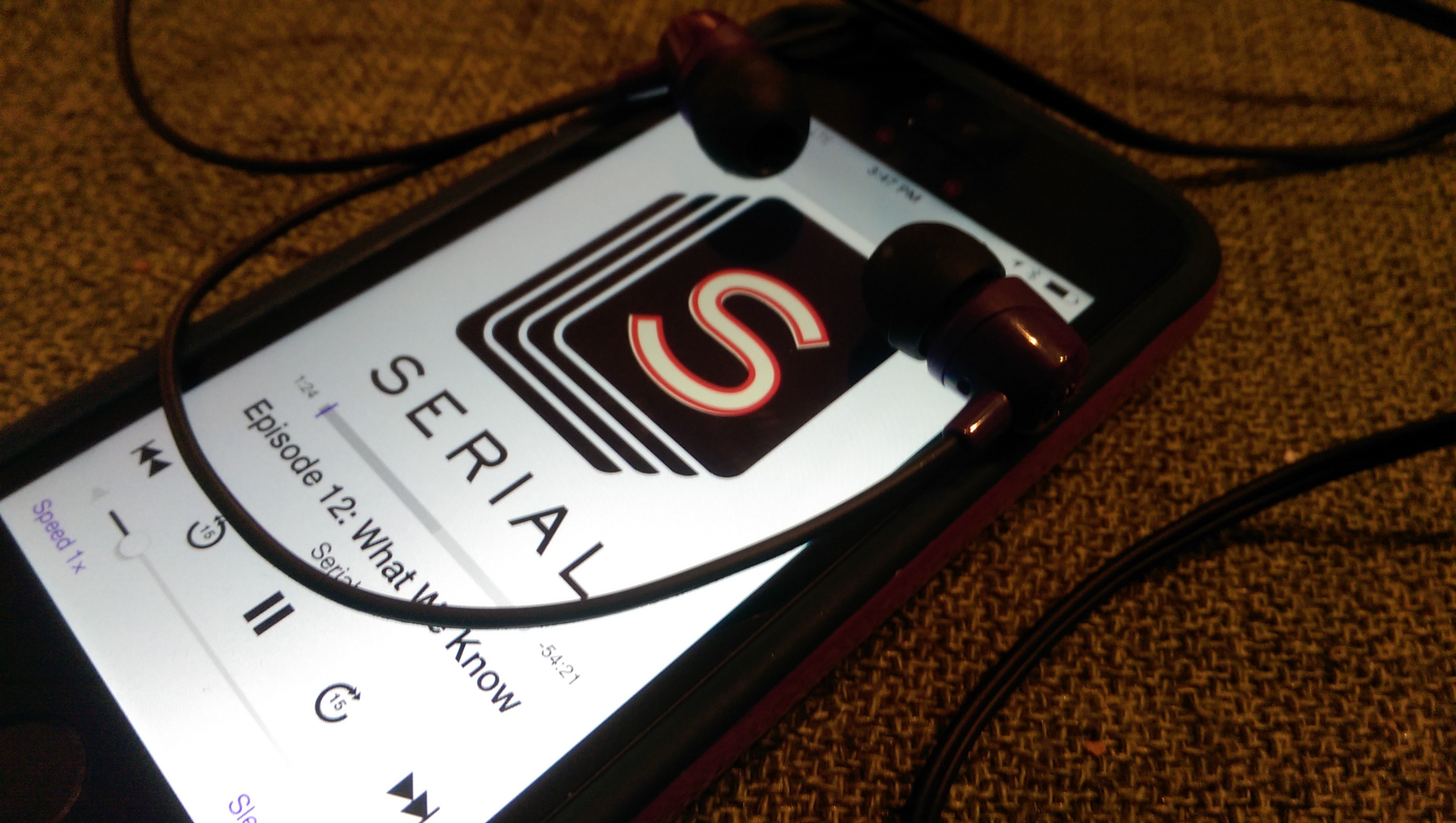
El pódcast Serial siendo reproducido a través de la aplicación Pocket Casts en un iPhone.

Un pódcast (del inglés podcast) es una serie de archivos multimedia digitales que un usuario puede descargar a un dispositivo personal o bien reproducir en línea. Las aplicaciones de transmisión y los servicios de pódcast ofrecen una forma conveniente de administrar el consumo personal en muchas fuentes de pódcast, dispositivos y aplicaciones de reproducción.[cita requerida]

## Etimología
El término en inglés podcast deriva de la unión de las palabras iPod y broadcasting. Fue acuñado por primera vez el 12 de febrero de 2004 por el periodista del diario inglés The Guardian Ben Hammersley, quien en un artículo publicado en febrero de ese año hizo hincapié en lo barato de las herramientas para producir un programa de radio en línea y en que constituye una plataforma ideal para aumentar la retroalimentación entre emisor y receptor debido a la posibilidad de acceder a los contenidos cuando se desee.
Hammersley destacó también la ventaja de hacerse suscriptor (a diferencia de los programas de radio convencional), y la consecuente universalización del periodismo, pues muchos más ciudadanos contarían con la posibilidad de dirigirse a un amplio sector de público. Por su parte, Adam Curry, en agosto de aquel mismo año de 2004, puso en juego una especificación del formato RSS de Dave Winer para incluir archivos adjuntos. Con la etiqueta ‹enclosure› añadió archivos de audio a un archivo RSS y creó un programa para poder gestionar esos archivos: iPodder, en relación con el reproductor de música iPod que Curry poseía. De ese modo se multiplicaba el aprovechamiento de la gran capacidad de almacenamiento de los dispositivos de Apple. Finalmente, convenció a varios desarrolladores de software para que crearan una plataforma en la que cualquiera podría subir sus propios programas radiofónicos.

## Historia
A finales de 1996, la cadena de radio Pública andaluza, Canal Sur Radio inició las emisiones en streaming tanto de programas en directo como de contenidos grabados clasificados por programas, fechas y temas. Utilizaba la codificación de Real Audio, de Realnetwoks, y los servicios del proveedor de internet sevillano Arrakis.[cita requerida]
Antes de ser acuñado el término pódcast ya existían programas radiofónicos que colgaban sus contenidos en internet, pero fue con el nacimiento del RSS cuando se inventó la emisión del pódcast. El 13 de agosto de 2004, el ya citado Adam Curry, de MTV, utilizó la especificación del RSS para poder añadir archivos al mismo.[cita requerida]
La creación del pódcast fue un proceso que empezó en 2000 cuando dentro del grupo Yahoo surgió la idea de sindicación. En aquel mismo año, Dave Winer lanzó la versión 0.92 de RSS, y entre los años 2001 y 2002 puso en juego el concepto de lo que sería el pódcast con un MP3 de Grateful Dead; posteriormente Adam Curry hizo otra prueba en su blog en Radio Userland, aunque existían ya ejercicios previos.[cita requerida]
El primer pódcast en español data del 18 de octubre de 2004 y se tituló Comunicando, un espacio sobre tecnología, internet, cibercultura y videojuegos, creado y conducido por el periodista valenciano José Antonio Gelado.
En 2018 -según datos de Apple-, en el mundo fueron producidos 550 000 pódcast y 18,5 millones de episodios. Google informó que había indexado más de 2 millones de pódcast.

### Década de 2020
En 2020 el 40 % de los españoles habían escuchado pódcast cada mes, y el 60 % de la audiencia de pódcast era gente joven de 18 a 24 años. En los Estados Unidos el 25 % de los estadounidenses hispanohablantes escuchaban pódcast cada mes.
En mayo del 2020 se firmó uno de los contratos más grandes de la historia del universo de los pódcast, cuando el blog de audio de Joe Rogan, The Joe Rogan Experience, fue licenciado por Spotify por un valor de alrededor de 100 millones de dólares, pasando a estar disponible en exclusiva en Spotify a partir de enero del 2021. El pódcast es el más consumido en Reino Unido en 2023 según Edison Podcast Metrics. Ese mismo año, la encuestadora YouGov señaló que el 50 % de la población adulta inglesa ya consumía este formato.
En 2022, había en el mundo más de 600 000 pódcast activos disponibles. El tiempo de crecimiento más grande se producía en Chile, Argentina, Perú y México. España era el segundo país del mundo en escucha de pódcast.
En 2025, se registraron  3 000 000 pódcast activos disponibles y generaban ingresos de 30 mil millones de dólares. Galo Abrain señalaba que los pódcast reemplazaron los medios de comunicación tradicionales.  Para el periódico colombiano El Universal, los pódcast han abandonado el criticado excesivo control editorial de los medios tradicionales para, en su lugar, «capturar una sensación de intimidad y honestidad que resuena con el público». En Latinoamérica, se desarrollaron pódcast con personajes de la farándula, aunque se ha discutido si cumplen con los criterios periodísticos debido a la falta de regulación.